# Peter Rohrschneider
Peter Rohrschneider (* 30. April 1946) ist ein ehemaliger Fußballspieler und Fußballtrainer. Der Mittelfeldspieler hat von 1966 bis 1968 beim Hamburger SV in der Fußball-Bundesliga 27 Ligaspiele (1 Tor) absolviert.

## Laufbahn
Peter Rohrschneider absolvierte 1965, nach seiner mittleren Reife, eine Ausbildung zum Chemielaboranten.
Rohrschneider spielte beim Harburger TB und den HSV-Amateure bevor er von 1966 bis 1968 für den Hamburger SV in der Bundesliga aktiv war; dabei lief er in 27 Spielen auf und erzielte ein Tor. Außerdem spielte er auch zweimal für den HSV im Europapokal. Er debütierte am 1. Oktober 1966 bei einem 3:2-Heimerfolg gegen den Titelverteidiger 1860 München in der Bundesliga. Er lief dabei an der Seite von Bernd Dörfel, Willi Giesemann, Uwe Seeler und Gert Dörfel auf Halblinks auf. Im Sommer 1968 wechselte er dann in die Schweiz zum FC Thun.
Ab dem Jahr 1972 war er Trainer in unterklassigen Ligen, zum Beispiel bei SV Curslack-Neuengamme, beim FC Bergedorf 85 oder bis Anfang August 1982 den Hummelsbütteler SV, den er zum Verbandsliga-Meistertitel und in die Oberliga-Aufstiegsrunde führte. Den SV Börnsen betreute er in den Spieljahren 1985/86 und 1986/87 in der Verbandsliga Hamburg. Danach war er Trainer des TSV Buchholz 08, zur Saison 1988/89 übernahm das Amt beim VfL Geesthacht. Zuletzt war er bis zum Sommer 2007 Trainer bei der A-Jugend und der Bezirksligamannschaft des Harburger TB.
Im Juli 2007 wurde er zu sechs Jahren Haft verurteilt, da er zwischen 1991 und 1992 mit einem Komplizen mehrere Banken in Ostdeutschland überfallen haben soll. Rohrschneider plante die Überfälle, während der Komplize sie ausführte. Bei diesen Banküberfällen soll das Duo zirka 330.000 D-Mark erbeutet haben. Schon zu Bundesligazeiten wurde Rohrschneider straffällig. 1968 wurde er zu einer siebenmonatigen Bewährungsstrafe wegen sexueller Belästigung Minderjähriger verurteilt. Außerdem wurde er 2008 mit einer Geldbuße bestraft, als er im Gefängnis einen Wärter beleidigte.